# Емчиха
Емчи́ха (укр. Ємчи́ха) — село, входит в Мироновский район Киевской области Украины.
Население по переписи 2001 года составляло 530 человек. Почтовый индекс — 08852. Телефонный код — 4574. Занимает площадь 24,99 км². Код КОАТУУ — 3222981801.
Село емчиха было основано в 1700 году.

## Местный совет
08852, Київська обл., Миронівський р-н, с.Ємчиха, вул.Леніна,2